# Шкребень, Георгий Сергеевич
Георгий Сергеевич Шкребень (29 апреля 1949, Златоуст, Челябинская область, РСФСР — 10 ноября 2015, Челябинск, Российская Федерация) — советский и российский педагог и историк, специалист в области истории СССР, проректор по учебной работе Челябинского государственного педагогического университета (1994—2014), заслуженный работник высшей школы Российской Федерации.

## Биография
В 1971 г. окончил с отличием Челябинский государственный педагогический университет (ЧГПИ), в 1986 г. — очную целевую аспирантуру Московского государственного педагогического института. Преподавал историю в школах № 25, 32, 67, в гимназии № 80. Работал в комсомольских органах.
В 1976 г. был принят на кафедру истории СССР ЧГПИ. В 1987 г. защитил кандидатскую диссертацию, в 1991 получил ученое звание доцента. В течение 11 лет был заместителем декана историко-педагогического факультета, с 1994 г. — советник ректора, с 1994 до 2014 г. являлся проректором по учебной работе и до 2001 г. — по заочному образованию.
Читал лекции по отечественной истории новейшего периода, истории Урала XX в., историческому краеведению. Собрал и опубликовал в соавторстве подборку документов в сборнике «Челябинская область в документах», путеводитель по музею истории народного образования.

## Награды и звания
Награждён медалью орд. «За заслуги перед Отечеством» 2-й степени (1999). Заслуженный работник высшей школы Российской Федерации (2004).